# Yohannes Haile-Selassie
Yohannes Haile-Selassie (ur. 23 lutego 1961 w Adigrat, Etiopia) – etiopski paleoantropolog. Autorytet w dziedzinie badań nad człowiekowatymi istniejącymi przed Homo sapiens. Najwięcej uwagi poświęca badaniom Wielkiego Rowu Wschodniego oraz dolin środkowego biegu rzeki Auasz.
Nie jest spokrewniony z ostatnim cesarzem Etiopii, Hajle Syllasje I, ani też nie został nazwany na jego cześć. Jego nazwisko „Haile-Selassie” jest tak właściwie imieniem jego ojca.

## Życiorys
Haile-Selassie rozpoczął studia na Uniwersytecie w Addis Abebie. Obronił licencjat z historii latem 1982. Swoją pierwszą pracę podjął w Narodowym Muzeum Etiopii w Addis Abebie.
Na studia magisterskie wybrał się na Uniwersytet Kalifornijski, gdzie pracował jego mentor, Tim D. White. Zdobył tytuł magistra antropologii w 1995, a w 2001 został doktorem biologii integracyjnej. W 2002 został kustoszem i szefem Wydziału Antropologii Fizycznej Muzeum Historii Naturalnej w Cleveland, gdzie pracuje do dziś. Pracuje również jako adiunkt antropologii i anatomii na Uniwersytecie Case Western Reserve.
Haile-Selassie jest znany wśród paleoantropologów ze swoich osiągnięć w zakresie poszukiwań skamieniałości. Pierwszą wyprawą, w której uczestniczył, była ekspedycja Middle Awash Project organizowana przez Tima D. White’a w 1990. W znacznym stopniu przyczynił się do odkrycia okazów Australopithecus garhi oraz Ardipithecus kadabba (obydwa znalezione w 1997). Znalazł również skamieniałości Ardipithecus ramidus i Australopithecus afarensis, a także okazy gatunków Homo – Homo erectus i Homo sapiens. Od 2004 do 2007 prowadził badania w Etiopii, w ueredzie Mille (Woranso-Mille Project). W czerwcu 2010 Haile-Selassie opublikował tekst opisujący Kadanuumuu, jeden z okazów znalezionych w Kotlinie Danakilskiej.
Badania prowadzone przez Yohannesa Haile-Selassie były finansowane głównie przez Fundację Leakey.
Haile-Selassie publikował swoje artykuły w „American Journal of Physical Anthropology” i „Nature”.